# Abigail Folger
Abigail Anne Folger  (San Francisco, California, Estados Unidos, 11 de agosto de 1943 - Los Ángeles, California; 9 de agosto de 1969) fue una famosa heredera de la empresa Cafés Folger, conocida por ser una de las víctimas de la masacre en Cielo Drive perpetrada por seguidores de Charles Manson en 1969.

## Biografía
Abigail era la hija del mítico empresario Peter Folger (1905–1980), nieto del fundador J.A. Folger (1835–1889) y presidente de Folgers Coffee Company, e Inez "Pui" Mejía (1907-2007), hija del cónsul general de El Salvador y miembro de una prestigiosa familia terrateniente californiana de origen salvadoreño, lo que desde niña la posicionó en una clase alta y acomodada de mucho prestigio y renombre. Tenía un hermano menor, Peter Jr.
Sus padres se divorciaron a principios de los años cincuenta y su padre se casó de nuevo teniendo dos hijos más. Asistió a la escuela Catalina para niñas en Carmel, California. Posteriormente se graduó en la Universidad de Radcliffe con honores, y recibió un posgrado en Historia del Arte de la Universidad de Harvard (escribiendo su tesis superior sobre la política en las obras de Christopher Marlowe).
Realizó una serie de trabajos en galerías de arte, librerías y editoriales de revistas en la ciudad de Nueva York. Fue en una fiesta de la librería en que trabajaba que conoció al escritor polaco Jerzy Kosinski quien eventualmente le presentó al recién llegado inmigrante, Wojciech "Voytek" Frykowski, actor ocasional y amigo íntimo del director de cine Roman Polanski, por entonces uno de los ‘dealers’ (distribuidor) que más droga proveyó en aquellos años a todo Hollywood.
Frykowski tenía mal dominio del inglés, por lo que él y Abigail se comunicaron entre sí en francés (Frykowski había adquirido fluidez en ese idioma durante su estancia en París). Abigail le enseñó la ciudad de Nueva York, ayudándole con su inglés y enseñándole las costumbres americanas (que él anotó obedientemente en su cuaderno) y al poco iniciaron una relación sentimental.
En 1968, se mudaron juntos a Woodstock Road en Los Ángeles, alquilando la casa de la cantante Cass Elliot más conocida como Mama Cass, del grupo The Mamas & the Papas. Durante este tiempo, Abigail se convirtió en una trabajadora social voluntaria y ofreció libremente su tiempo a la Clínica Médica Haight-Ashbury en su San Francisco natal y el Departamento de Bienestar del Condado de Los Ángeles, entre otras organizaciones.
En el verano de 1969, Abigail ayudó a financiar el nuevo salón de peluquería de Jay Sebring en San Francisco.

## Muerte
En la noche del 8 de agosto de 1969, Jay Sebring llevó a Sharon, Abigail y Wojciech a cenar a un restaurante mexicano, El Coyote. Cuando los cuatro regresaron a Cielo Drive donde estaba la mansión de los Polansky, Voytek se sentó en el sofá de la sala, Abigail fue a su dormitorio a leer un libro y Sharon y Jay fueron al dormitorio principal para hablar.
Esa noche Charles Manson ordenó a los miembros de su comuna sectárea Tex Watson, Susan Atkins, Patricia Krenwinkel y Linda Kasabian, dirigirse a la casa ocupada por la actriz Sharon Tate y acabar con todos los ocupantes que ellos vieran. Otra víctima fue Steven Parent, un joven que salía por casualidad del lugar tras visitar al guardés y jardinero de la finca y que ni conocía al matrimonio Polansky, falleció en su automóvil tras cuatro disparos en el pecho y uno en el abdomen.
Cuando entraron a la mansión Abigail pensó que una de los asesinas era una amiga y, levantando la vista de su libro, sonrió y la saludó con la mano. La joven era una de las discípulas de Manson, Patricia Krenwinkel, quien posteriormente arrastró a Abigail de su habitación a la sala de estar, luego luchó con ella, y la apuñaló. Cuando Folger intentó escapar tras la primera ronda de apuñalamientos, se dijo que Patricia la persiguió mientras corría afuera gritando pidiendo ayuda. De acuerdo con Krenwinkel, ella tiró a Folger al suelo y la siguió apuñalando en el jardín; la víctima le rogó diciendo, "Detente, ya estoy muerta". Krenwinkel continuó apuñalándola tan brutalmente que el camisón blanco de Folger fue encontrado totalmente rojo por los investigadores de la policía al día siguiente. Después de apuñalar a Folger, Krenwinkel volvió a entrar y convocó a Watson, quien también apuñaló a Folger unas siete veces. Falleció producto de una perforación de la arteria Aorta, provocada por una de las más de veinte puñaladas que recibió.
Allegados a Folger, comentaron que poco antes Abigail le dijo a sus amigos cercanos y a su psiquiatra que estaba decidida a dejar a Frykowski para siempre, debido a su vínculo con las drogas. Folger fue asesinada dos días antes de cumplir 26 años. Su cuerpo regresó a San Francisco y fue llevado al mortuorio Crippen and Flynn en Redwood City. Su funeral fue oficiado en la mañana del 13 de agosto de 1969 en la Iglesia de Nuestra Señora del Camino. Su ataúd fue depositado dentro de un mausoleo en el cementerio Holy Cross, en Colma, California.